# Anders Josephson
Ulf Anders Georg Josephson, folkbokförd Josefsson, född 11 september 1923 på Vidön Hammarö församling, död 30 november 2003 i Danderyd, var en svensk bokhantverkare och målare.
Han var son till brukstjänstemannen Karl Georg Josefsson och Anna Volt och gift med konstnären Karin Malm. 
Josephson studerade vid Högre konstindustriella skolan 1945–1949 därefter företog han studieresor till Frankrike, Tyskland, Nederländerna och Schweiz. Han har medverkat i samlingsutställningar med Värmlands konstförening ett flertal gånger.
Hans konst består av landskap, figurer i olja, akvarell och pastell. Tillsammans med sin fru utgav han den illustrerade barnboken Blomgubbarna 1952. 
Josephson är representerad i Värmlands läns landsting med oljemålningen Fragment mot norrhimmel.